# Thelonious Monk
(Dialogo tra un insegnante della Columbia University e Monk)
Thelonious Sphere Monk (Rocky Mount, 10 ottobre 1917 – Weehawken, 17 febbraio 1982) è stato un pianista e compositore statunitense, conosciuto per il suo singolare stile d'improvvisazione e per il consistente contributo al repertorio del jazz.
Uomo dominato dalla stranezza comportamentale, da un mutismo eccessivo e da un forte egocentrismo che inevitabilmente influenzarono la sua musica spesso screditata da critiche superficiali. Il suo stile è però stato, in tempi recenti, completamente decifrato: sotto quella coltre di "stranezza" si è conclamato un nuovo modo di fare jazz a cui si ispirarono le generazioni successive.

## Biografia
Thelonious Monk ha iniziato come pianista stride, e dal 1939 al 1942 ha suonato come house-pianist nel locale Minton's, dove il chitarrista Charlie Christian, il batterista Kenny Clarke e parecchi altri precursori hanno gettato le basi del jazz moderno.
Durante la permanenza nella big band del trombettista ex ellingtoniano Cootie Williams scrive 'Round Midnight, a oggi la sua più famosa composizione. Dopo aver militato nella formazione del trombettista Harvey Davis al Cinderella Club, nel 1944 debutta ufficialmente su disco nel quartetto di Coleman Hawkins, e dal '47 al '52 realizza una straordinaria serie di incisioni per la Blue Note in cui suona la maggior parte delle sue migliori composizioni. Sono della partita Kenny Dorham, Milt Jackson, Sahib Shihab e soprattutto Art Blakey, che gli resterà amico e collaboratore per tutta la vita. In quegli anni incontrerà anche Miles Davis, con cui stringerà amicizia.
In Bloomdido (1950) Monk incontra Charlie Parker e Dizzy Gillespie. Altra amicizia importantissima fu quella col pianista Bud Powell, che propose più volte interpretazioni personali dei temi dell'amico.
Dal trio Plays Duke Ellington (1955) al quintetto di Brilliant Corners (1956), Monk realizza i suoi capolavori su etichetta Riverside, e raggiunge lo status di mito vivente. Come logica conseguenza, nasce il suo quartetto (più o meno stabile), con una serie di tenorsassofonisti che va da Sonny Rollins a Frank Foster, da John Coltrane a Johnny Griffin (Misterioso e In action, 1958), fino a giungere a Charlie Rouse, che resterà fino al 1968. Seguì la controversa partecipazione alla lunga tournée dei Giants of Jazz (1970 - 72, con Blakey, Sonny Stitt, Kai Winding, Al Mc Kibbon e Dizzy Gillespie).
Nel frattempo le cose erano cambiate parecchio nel jazz, e chi si credeva all'avanguardia rischiava di giorno in giorno di restare indietro. Eppure mentre Monk si adagiava sugli allori, nasceva tutta una nuova generazione di musicisti - pensatori che riconsiderò in chiave quasi free i suoi lavori: Steve Lacy, Don Cherry, Roswell Rudd, ecc.
Al di là delle circa settanta composizioni conosciute, l'eredità di Monk è più o meno evidente nel modo di suonare di molti pianisti jazz successivi: il fraseggio frastagliato e pieno di cluster, la diteggiatura ineducata, le armonie strane e ricercate hanno insegnato parecchio a molti musicisti jazz che si interrogano sul concetto di libertà. Ciò che lascia Monk è soprattutto il virtuosismo ritmico fatto di ritardi, accenti spostati, l'uso magico dei silenzi, la grande padronanza della scala cromatica. L'ascoltatore è continuamente "sorpreso" dall'evolversi dei suoni che non cadono mai nella staticità e prevedibilità. Monk ha saputo giocare con le note prendendosi gioco di esse: non si limitava ad improvvisare sugli accordi del tema di base ma ne reinventava la struttura armonica facendo appello al suo istinto primitivo generando dissonanze e giochi di note che si rincorrono e si urtano in una esemplare disinvoltura.
Nei suoi ultimi anni di vita Monk si è ritirato nel New Jersey ospite della Baronessa Nica de Koenigswarter (Pannonica), senza mai suonare il pianoforte nonostante ce ne fosse uno nella sua stanza. È scomparso il 17 febbraio 1982 dopo 12 giorni di coma per un'emorragia cerebrale.

### Inizi
Thelonious Monk nacque il 10 ottobre 1917, a Rocky Mount, Carolina del Nord, figlio di Thelonious e Barbara Monk, due anni dopo sua sorella Marion. Un fratello, Thomas, nacque nel gennaio 1920. Nel 1922, la famiglia si trasferì al 243 West 63rd Street, a Manhattan, New York City. Monk iniziò a suonare il pianoforte all'età di 6 anni. Anche se ampiamente autodidatta, studiò teoria musicale, armonia, e arrangiamento alla Juilliard School of Music. Monk frequentò la Stuyvesant High School, senza però portare a termine gli studi. Da ragazzo suonò l'organo in un coro evangelico, prima di trovare lavoro come musicista jazz.
All'inizio degli anni quaranta, Monk era il pianista fisso del night club Minton's Playhouse di Manhattan. Gran parte dello stile di Monk si sviluppò durante questo periodo di apprendistato al Minton's, dove spesso partecipava a gare notturne di bravura tecnica con altri quotati musicisti jazz dell'epoca. L'ambiente del Minton's fu di importanza cruciale nello sviluppo dello stile bebop e portò Monk a stretto contatto con artisti come Dizzy Gillespie, Charlie Christian, Kenny Clarke, Charlie Parker e, successivamente, Miles Davis. Il suo stile dell'epoca venne descritto "hard-swinging" con l'aggiunta di incursioni nello stile di Art Tatum. Le influenze dichiarate da Monk includono Duke Ellington, James P. Johnson, ed altri pianisti stride.

### Prime incisioni (1944–1954)
Nel 1944 Monk debuttò su disco con il Coleman Hawkins Quartet. Hawkins fu uno dei primi musicisti jazz affermati a sponsorizzare Monk, e Monk ricambiò il favore in seguito invitandolo a prendere parte alle sessioni del 1957 con John Coltrane. Nel 1947 Monk effettuò la prima registrazione come band leader per la Blue Note (Genius of Modern Music: Volume 1). Nello stesso anno sposò Nellie Smith, e nel 1949 la coppia ebbe un figlio, T. S. Monk. Nel 1953 nacque la figlia Barbara (affettuosamente soprannominata "Boo-Boo").
Nell'agosto 1951, la polizia di New York City fermò un'auto sulla quale viaggiavano Monk e l'amico Bud Powell. Gli agenti trovarono dei narcotici a bordo, presumibilmente di proprietà di Powell. Monk rifiutò di testimoniare contro l'amico, e quindi la polizia confiscò la sua tessera del sindacato dei musicisti che gli rese impossibile esibirsi dal vivo a New York. Monk trascorse la maggior parte della prima metà degli anni cinquanta componendo, incidendo, ed esibendosi fuori città.
Dopo un ciclo intermittente di sedute di registrazione per la Blue Note nel periodo 1947–1952, venne messo sotto contratto dalla Prestige Records per i successivi due anni. Con la Prestige incise diversi album significativi, incluse collaborazioni con Sonny Rollins, Art Blakey, e Max Roach. Nel 1954, Monk partecipò alle sessioni che produssero gli album Bags' Groove e Miles Davis and the Modern Jazz Giants di Miles Davis.
Nel 1954, Monk andò per la prima volta in Europa, eseguendo e registrando a Parigi il suo primo album di assoli pianistici su etichetta Disques Vogue. Nel backstage Mary Lou Williams gli presentò la Baronessa Pannonica "Nica" de Koenigswarter, membro della famiglia dei Rothschild e mecenate di svariati musicisti jazz a New York City (incluso Charlie Parker). La donna divenne un'amica intima di Monk per il resto della sua vita, ed egli scrisse in suo onore un pezzo pianistico intitolato, appunto, Pannonica.

### Riverside Records (1955–1961)
All'epoca della firma con la Riverside, Monk era molto rispettato e stimato da critici e colleghi, ma i suoi dischi vendevano poco, e la sua musica veniva ancora vista come troppo "difficile" per un pubblico mainstream. Per incrementare il suo profilo commerciale, il produttore Orrin Keepnews gli fece incidere due album di standard jazz: Thelonious Monk plays the Music of Duke Ellington (1955) e The Unique Thelonious Monk (1956).
Sull'LP Brilliant Corners, registrato a fine 1956, Monk invece eseguì principalmente pezzi da lui composti. La complessa title track, che contiene l'apporto del sassofonista Sonny Rollins, era così difficile da suonare che la versione finale dovette essere messa insieme montando diverse take della traccia stessa. L'album, tuttavia, fu il suo primo grande successo di pubblico.
Dopo aver ottenuto nuovamente la tessera del sindacato musicisti, Monk ricominciò in grande stile ad esibirsi a New York con un periodo di cinque mesi di fila al Five Spot Cafe a partire dal giugno 1957, guidando un quartetto con John Coltrane al sax tenore, Wilbur Ware al contrabbasso, e Shadow Wilson alla batteria.
L'ingaggio al Five Spot terminò nel Natale 1957, Coltrane lasciò il gruppo per riunirsi alla band di Miles Davis, e il quartetto si sciolse. Monk tornò a suonare al Five Spot nel 1958, questa volta in gruppo con Griffin (e poi Charlie Rouse) al sax, Ahmed Abdul-Malik al contrabbasso, e Roy Haynes alla batteria.
Il 15 ottobre 1958, mentre erano in viaggio verso il Comedy Club di Baltimora, Maryland, Monk e la de Koenigswarter furono fermati dalla polizia a Wilmington (Delaware). Quando Monk si rifiutò di rispondere alle domande del poliziotto sul perché viaggiasse insieme ad una donna bianca, gli agenti lo colpirono con i loro manganelli. Sebbene nell'auto furono rinvenute anche delle sostanze stupefacenti, il giudice Christie della Corte Suprema del Delaware invalidò le accuse di detenzione di narcotici a causa dell'aggressione immotivata nei confronti di Monk operata dagli agenti di polizia della pattuglia.

### Columbia Records (1962–1970)
Dopo vari negoziati, nel 1962 Monk firmò un contratto con la Columbia Records, una delle quattro grandi case discografiche degli Stati Uniti insieme a RCA Victor, Capitol, e Decca. Le relazioni tra Monk e la Riverside si erano ormai deteriorate nel tempo a causa di royalty non pagate.
Lavorando con il produttore Teo Macero, nel 1963 uscì Monk's Dream, l'album di debutto su etichetta Columbia.
Monk's Dream divenne il suo più grande successo in carriera, e il 28 febbraio 1964, Monk apparve sulla copertina di Time. Continuò poi a lavorare in studio, incidendo album famosi come Criss Cross (1963), Solo Monk (1965), Straight, No Chaser (1967), e Underground (1968), ma il suo periodo alla Columbia fu avaro di nuove composizioni originali in favore della pubblicazione di svariati album dal vivo, inclusi Miles & Monk at Newport (1963), Live at the It Club e Live at the Jazz Workshop, entrambi del 1964, quest'ultimo inedito fino al 1982.

### Ultimi anni (1971–1982)
Thelonious Monk scomparve dalle scene nella metà degli anni settanta, facendo in seguito solo qualche sporadica apparizione. La sua ultima seduta in studio come leader ebbe luogo nel novembre 1971 per l'etichetta britannica Black Lion, alla fine del tour mondiale dei "Giants of Jazz", gruppo formato da Dizzy Gillespie, Kai Winding, Sonny Stitt, Al McKibbon e Art Blakey. Il bassista Al McKibbon, che conosceva Monk da più di vent'anni e suonò insieme a lui nel tour del 1971, raccontò in seguito: «In quella tournée Monk disse al massimo due parole. Intendo veramente solo due parole. Non salutava, non chiedeva che ore fossero, niente di niente. Il perché, non lo so. Ci scrisse una lettera alla fine del tour dicendoci che la ragione per la quale non riusciva a comunicare o suonare con noi, era perché Art Blakey ed io eravamo troppo brutti».
Il documentario Thelonious Monk: Straight, No Chaser (1988) attribuisce questo stravagante comportamento di Monk all'insorgere di una malattia mentale. Nel film, il figlio di Monk, T. S. Monk, afferma che alle volte il padre non lo riconosceva, e riferisce che fu ricoverato in ospedale in svariate occasioni per non specificati problemi psichici che degenerarono alla fine degli anni sessanta.
Mentre il suo stato di salute peggiorava sempre più, Monk trascorse i suoi ultimi 6 anni di vita ospite nella dimora a Weehawken (New Jersey) dell'amica e benefattrice Baronessa Pannonica de Koenigswarter. Durante questo lasso di tempo non suonò mai il piano e si chiuse in un ostinato mutismo incontrando pochissime persone. Morì di infarto il 17 febbraio 1982, e venne sepolto nel Ferncliff Cemetery di Hartsdale (New York). Nel 1993, gli venne assegnato postumo il Grammy Lifetime Achievement Award.

## Principali etichette
- 1948 - 1952 Blue Note Records
- 1952 - 1954 Prestige Records
- 1955 - 1961 Riverside Records
- 1962 - 1968 Columbia Records

## Discografia

### Principali composizioni
- 52nd Street Theme
- Ask Me Now
- Ba-Lue Bolivar Ba-Lues-Are
- Bemsha Swing
- Blue Monk
- Bright Mississippi
- Brilliant Corners
- Bye-Ya
- Crepuscule With Nellie
- Epistrophy
- Evidence
- Friday 13th
- Hackensack
- I Mean You
- In Walked Bud
- Introspection

- Let´s Call This
- Let's Cool One
- Light Blue
- Little Rootie Tootie
- Locomotive
- Misterioso
- Monk´s Dream
- Monk´s Mood
- Off Minor
- Pannonica
- Played Twice
- Reflections
- 'Round Midnight
- Ruby, My Dear
- Rhythm-A-Ning
- Straight, No Chaser
- Well You Needn't

### Album
- 1947 - Genius of Modern Music: Volume 1 (registrazioni per la Blue Note Records)
- 1948 - Wizard of the Vibes Milt Jackson & Thelonious Monk Quintet (registrazioni per la Blue Note Records)
- 1951-1952 - Genius of Modern Music: Volume 2 (registrazioni del 23 luglio 1951 e 30 maggio 1952 per Blue Note Records)
- 1952 - Thelonious Monk Trio (Prestige Records n. 7027, New York, 15 ottobre 1952)
- 1953 - Monk (Prestige Records n. 7053, New York, 13 novembre 1953)
- 1953 - Thelonious Monk and Sonny Rollins (Prestige Records n. 7075, 13 novembre 1953 a 25 ottobre 1954)
- 1954 - Piano Solo registrato a Parigi Disques Vogue
- 1955 - Thelonious Monk plays the Music of Duke Ellington, Riverside Records
- 1955 - The Unique Thelonious Monk, Riverside Records
- 1956 - Brilliant Corners (registrazioni con Sonny Rollins e Clark Terry), Riverside Records
- 1957 - Thelonious Himself, Riverside Records
- 1957 - Thelonious Monk with John Coltrane, Riverside Records RCD2-30027-2 (pubb. nel 1961)
- 1957 - Thelonious Monk Quartet with John Coltrane at Carnegie Hall (registrato 29 novembre 1957, pubblicato nel 2005 dalla Blue Note Records)
- 1957 - Art Blakey's Jazz Messengers with Thelonious Monk, Atlantic Records
- 1957 - Monk's Music, Riverside Records
- 1957 - Mulligan Meets Monk con Gerry Mulligan, Riverside Records
- 1958 - Thelonious in Action and Misterioso (live al the Five Spot con Johnny Griffin), Riverside Records
- 1959 - The Thelonious Monk Orchestra at Town Hall, si unì alla band Charlie Rouse, Riverside Records
- 1959 - 5 by Monk by 5 (giugno 1959) Riverside Records
- 1959 - Thelonious Alone in San Francisco (ottobre 1959) Riverside Records
- 1959 - Thelonious Monk and the Jazz Giants Riverside Records
- 1960 - Thelonious Monk at the Blackhawk con Charlie Rouse) Riverside Records
- 1961 - Monk in France (18 aprile 1961 Riverside Records)
- 1961 - Thelonious Monk in Italy (registrato nel 1961 per Riverside Records)
- 1963 - Monk's Dream, Columbia Records
- 1963 - Criss Cross, Columbia Records
- 1963 - Monk in Tokyo (21 maggio 1963), Columbia Records
- 1963 - Miles & Monk at Newport, Columbia Records
- 1963 - Big Band and Quartet in Concert, Columbia Records
- 1964 - It's Monk's Time, Columbia Records
- 1964 - Monk, Columbia Records
- 1965 - Solo Monk, Columbia Records
- 1967 - Straight, No Chaser, Columbia Records
- 1968 - Underground, Columbia Records
- 1968 - Monk's Blues prodotto da Teo Macero, Columbia Records

### Raccolte - Compilation
- 1967 - Monk's Miracles, Columbia
- 1968 - Monk's Greatest Hits, Columbia
- 1968 - Best of Thelonious Monk (Riverside Records)
- 1973 - Midnight at Minton's (circa 1941, pubblicato nel 1973 a nome Don Byas. Monk non suona in tutte le tracce)
- 1973 - After Hours (c. 1941, pubblicato nel 1973 a nome Charlie Christian)
- 1981 - April in Paris
- 1983 - Monk's Classic Recordings
- 1984 - Blues Five Spot (incisioni discografiche dal 1958 al 1961, con vari sassofonisti e Thad Jones)
- 1985 - The Complete Vogue Recordings/The Black Lion Sessions (1954–71) (3 LP, Mosaic)
- 1988 - Something in Blue, Nice Work in London, Blue Sphere e The Man I Love (tutte registrazioni del 1971, raccolte in The London Collection 1988, tre CD)
- 1991 - The Complete Riverside Recordings of Thelonious Monk ( 15 CD, Riverside)
- 1994 - The Complete Blue Note Recordings of Thelonious Monk (4 CD, Blue Note)
- 1998 - Monk Alone: The Complete Solo Studio Recordings of Thelonious Monk 1962-1968 (2 CD, Sony)
- 1988 - The London Collection (3 CD)
- 2000 - The Complete Prestige Recordings of Thelonious Monk (3 CD, Prestige)
- 2001 - The Columbia Years: '62-'68 (3 CD, Sony)
- 2006 - The Complete 1957 Riverside Recordings (raccolta delle registrazioni in studio del 1957 con J Coltrane)
- 2010 - Monk. The Riverside Albums (16 CD, Universal)
- 2012 - Thelonious Monk Quartet Complete Columbia Studio Albums Collection (6 CD, Sony)
- 2017 - Les Liaisons Dangereuses 1960

### Live
- 1958 - Thelonious Monk Quartet Live at the Five Spot: Discovery! (con John Coltrane, registrato 11 settembre 1958, pubblicato negli anni novanta dalla , Blue Note Records)
- 1961 - Thelonious Monk QuartetMonk in Copenhagen
- 1963 - Live at Monterey Jazz Festival '63 (21-22 settembre 1963, MFSL, pubblicato in due vol. 1996-7)
- 1964 - Live at the It Club, Columbia Records
- 1964 - Live at the Jazz Workshop, Columbia Records
- 1964 - Thelonious Monk Quartet Olympia 6-7 marzo 1965 (2cd)
- 1967 - Thelonious Monk Nonet Live In Paris 1967 (LP del concerto in Francia FC-113 1967)
- 1970 - Live in Tokyo (live, with Paul Jeffrey, Larry Ridley, Lenny McBrowne), Far East Records
- 2020 - Palo Alto (Universal Music) Live at Palo Alto High School - 27 ottobre 1968

### Come session man
1944 con Coleman Hawkins
- Bean and the Boys (Prestige)

1948 con Milt Jackson
- Wizard of the Vibes (Blue Note)

1954 con Sonny Rollins
- Moving Out (Prestige)

1954 con Miles Davis
- Bags' Groove (Prestige)
- Miles Davis and the Modern Jazz Giants (Prestige)

1955 con Gigi Gryce
- Nica's Tempo (Savoy)
- Sonny Rollins, Vol. 2 (Blue Note, 1957)

1958 con Art Blakey
- Art Blakey's Jazz Messengers with Thelonious Monk (Atlantic)

1958 con Clark Terry
- In Orbit (Riverside)